# Радзимовская, Валентина Васильевна
Радзимо́вская Валентина Васильевна (укр. Валентина Василівна Радзимовська; 1 октября 1886 — 22 декабря 1953) — ученый-биолог, основатель украинской школы физиологов и биохимиков, общественный деятель. Мать ученого в области инженерной механики Радзимовского Евгения.

## Биография
Родилась в городе Лубны на Полтавщине, дочь Василия и Любови Яновских. Получила домашнее начальное образование, а в 1902 году окончила с отличием Лубенскую гимназию. Принадлежала к Лубенскому гимназическому кружку РУП, в Киеве к украинской социал-демократической группе УСДП.
С 1909 году член Киевского общества «Просвіта» имени Тараса Шевченко. В 1913 году окончила медицинский факультет Киевского университета, позже его ассистент и доцент, профессор (с 1924 года) Киевского медицинского института; профессор физиологии и биохимии Института народного образования в Киеве (1924—1929) и Мелитопольского государственного педагогического института (1939—1941), одновременно сотрудник и руководитель отделов физиологии и биохимии ряда научно-исследовательских институтов в Киеве (Института физиологии АН УССР, туберкулезного института и других).
27 марта 1918 года выбрана главой Киевского городского украинского совета. Работавшая в одном из отделений Украинской Центральной Рады и министерстве здравоохранения УНР Радзимовская негативно отнеслась к установлению режима Скоропадского.
В 1921 году была одной из основательниц Киевской научно-исследовательской кафедры педологии. Сначала возглавляла ее секцию физиологии и гигиены детства, была секретарем кафедры. С 1925 года подраздел было переформировано в секцию физиологии детства и с подсекцией рефлексологии.

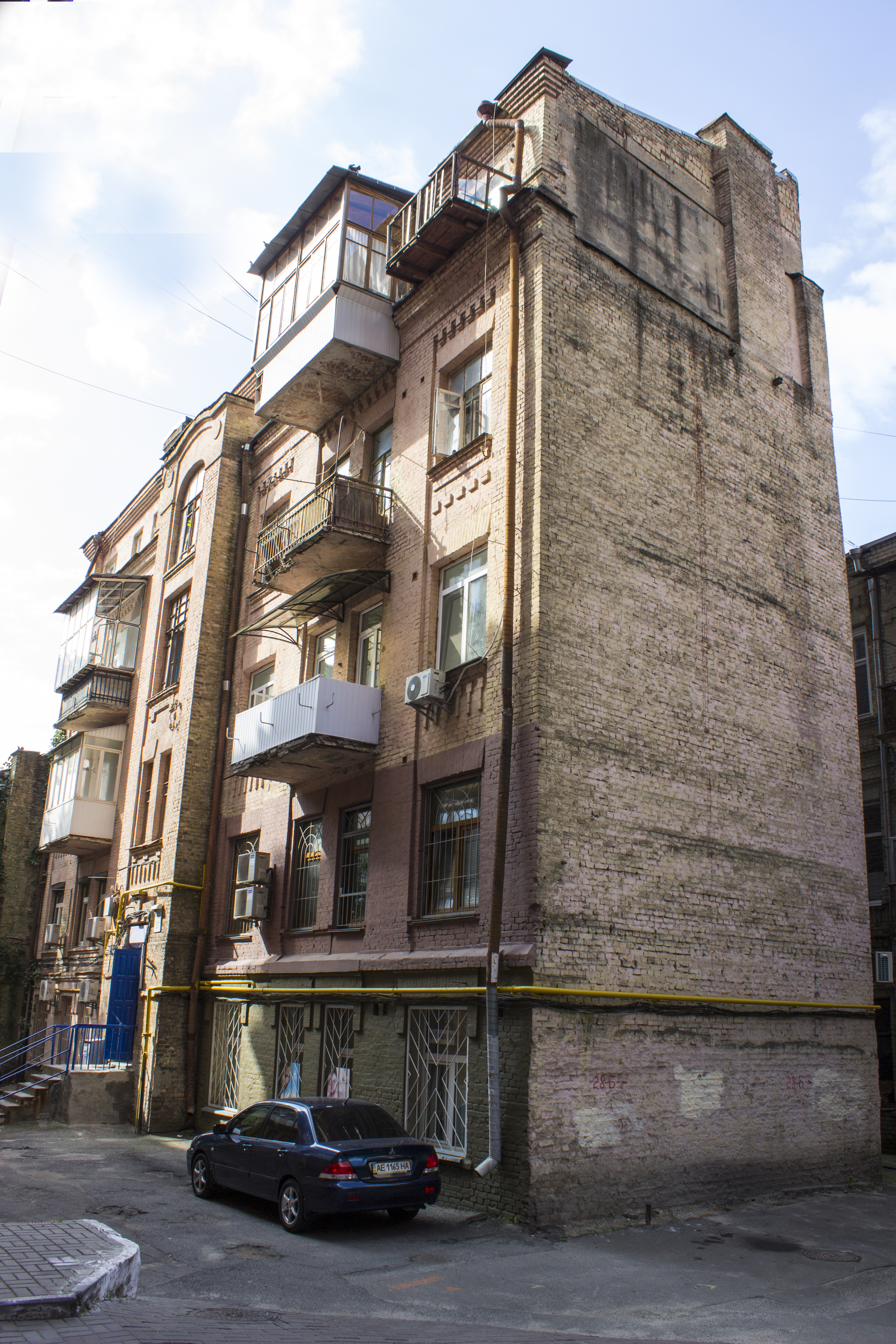
Дом на улице Олеся Гончара в Киеве, где проживала Валентина Радзимовская

В Киеве проживала в доме № 30-в на улице Олеся Гончара.
В 1929—1930 заключенная в деле СВУ, после того репрессирована. В 1941—1943 профессор Украинского центрального научно-исследовательского института туберкулеза в Киеве и Львовского Медицинского Института. В 1945 выехала в Германию. Выбранная профессором и руководителем кафедры физиологии Интернационального университета в Мюнхене (Бавария), позже — ветеринарного факультета Украинской технического хозяйственного института.
С 1950 года — в США; действительный член НОШ и УВАН. Автор около 70 работ по физиологии, биохимии, патофизиологии, туберкулеза, психоневрологии и педиатрии.
Умерла 22 декабря 1953 г. в городе Шампейн (шт. Иллинойс, США), похоронена на местном кладбище.

## Научная деятельность
Радзимовская с коллегами показали, что в крови пациентов с туберкулезом костей уменьшается количество фосфора. Также они определили, что повторяемые сеансы гелиотерапии у таких пациентов влияют на температуру тела.

## Научные публикации
- Радзимовская В. О значении реакции среды для тканевых клеток, культивируемых вне организма. Врач Дело 1922
- A. A.; Krontovski. On the influence of changes of concentration of the H• resp. OH′ ions on the life of the tissue cells of vertebrates (англ.) // The Journal of Physiology[англ.] : journal. — 1922. — Vol. 56, no. 5. — P. 275—282. — ISSN 00223751. — doi:10.1113/jphysiol.1922.sp002010.
- Радзимовская В. В. Прения по докладу В.Г Штефко. О влиянии голодания на физическое развитие подрастающего поколения в России // Журнал по изучению раннего детского возраста. 1923. Т. II, № 1/2. С. 20
- Радзимовская В. О влиянии водородных ионов в жизни организма. Врачебное дело, 1924, № 8-9; (рус.)
- W. W.; Radzimowska. Über die Bestimmung der Wasserstoffionen-Konzentration in Einzelnen Bakterienkolonien (нем.) // Klinische Wochenschrift[англ.] : magazin. — 1925. — Bd. 4, Nr. 2. — S. 72—73. — ISSN 0023-2173. — doi:10.1007/BF01748138.
- Радзимовська В. Про залежність дихання тканини від активної реакції середовища. Укр Мед Вісті 1928, № 7-8;
- Радзимовская В. Молочная кислота у туберкулезных больных. Пробл Туберк 1936, № 4;
- Радзимовская В., Балинская Е. Б., Чернышева З. Ю. Изучение экспериментально вызванного алкалоза у животнных и наблюдение над алкалитическим направления обмена у человека. Физиологический журнал СССР, 1937, Т. 22, № 6, с. 863—870
- Радзимовская В. В., Воробьев Н. А. и др., Наблюдения над изменением содержания кальция, фосфора и фосфатазы в крови больных костно-суставным туберкулезом во время курса гелиотерапии. Гелиотерапия при костно-суставном туберкулезе, 100, 1939.
- Радзимовская В. В. и Ничкевич О. И., Закономерность в течении тканевой реакции у больных с костно-суставным туберкулезом при гелиотерапии. Труды Украинского института травматологии и ортопедии, 26, Киев, 1939.
- Радзимовская В. В., Видро Е. Д., Одрина С. И., Рыбинский С. В. В кн.: Аллергия, Киев, 1938, стр. 134.
- Радзимовская В. Кислород артериальной крови при легочном туберкулезе. Клин Мед 1939;
- Радзимовська В. Фізіологія людини і свійських тварин (підручник, 2 т.). Мюнхен, УТГІ, 1948-49.
- Радзимовська В. Організація в Києві філії товариства фізіологів // Бюлетень Київської секції наукових робітників. — 1929. — No 3. — С. 7-8.